# 豐原神社
豐原神社是台灣日治時期位於台灣臺中州豐原郡豐原街（今台灣台中市豐原區）的神社，1936年鎮座，1944年升格為鄉社。原址現為南陽國小。

## 歷史
豐原神社原屬無格社，位於臺中州豐原郡豐原街下南坑，為當時豐原市區東南側。其於1936年3月27日鎮座，時任社掌為種子田千春，並於1944年5月10日升格為鄉社，為台灣於終戰前，多數升格的神社之一。
二戰後，豐原神社改作南陽國小校地，而豐原神社之部分狛犬和石燈籠目前擺放在大街尾福德祠。